# Kraul

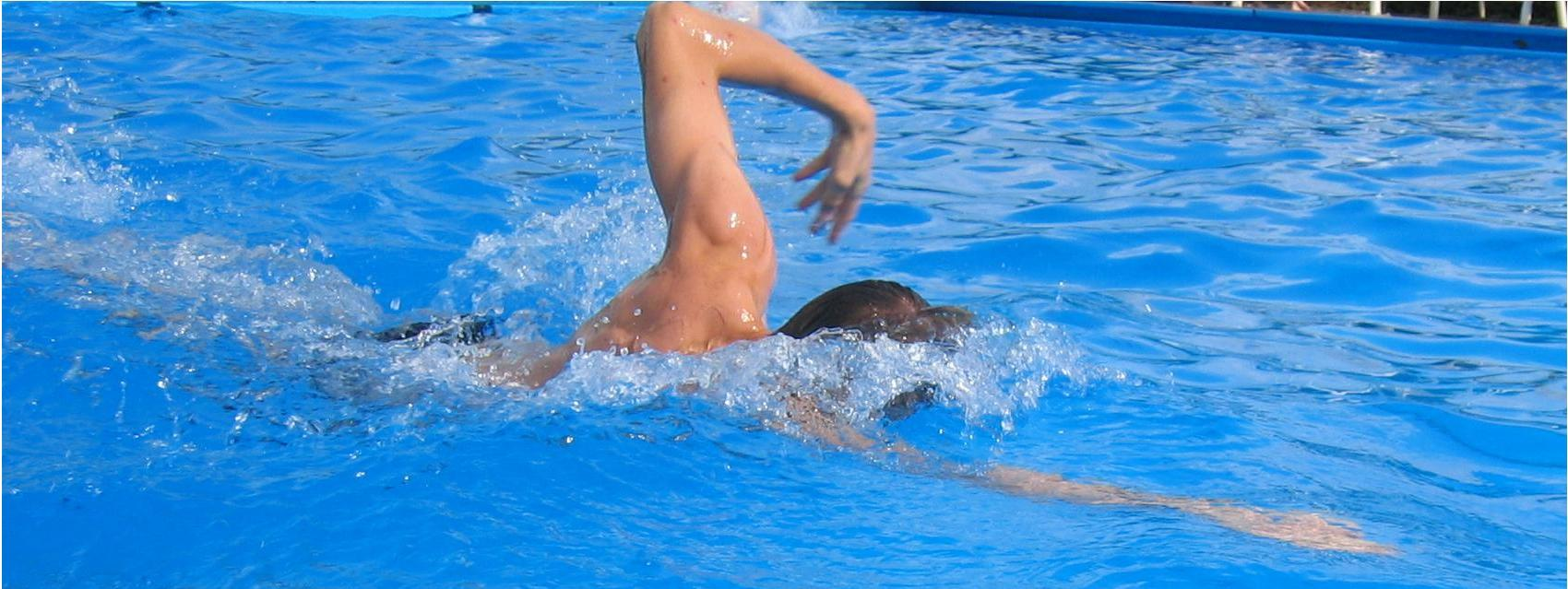
Kraul

Kraul (v originále Crawl) je jeden z plaveckých způsobů, který umožňuje plavci efektivní a velmi rychlý pohyb ve vodě. Během plavání kraulem se postava plavce nachází v téměř vodorovné poloze vzhledem k hladině, což má za následek, že jeho odpor je nejmenší. Během kraulu jsou pohyby vedeny tak, že nedochází ke vzniku brzdění plavce a jeho následný pohyb končetin jen dodává další rychlost a tím plavec rovnoměrně zrychluje. Kraul je nejrychlejší plavecký způsob, který existuje. Pokud by se kraul bral jako 100 %, tak na další plavecké způsoby připadají hodnoty následující. Pro motýlka 93 %, znak 89 % a prsa 79 %.
Výhodou kraulu je jeho nenamáhání krční páteře, které vzniká při plavání s hlavou nad vodou, jelikož plavec má během kraulu hlavou v neutrální pozici a hledí na dno s vytáčivým pohybem při nádechu.
Zvláštní formou kraulu je tzv. pólařský kraul, během kterého je hlava neustále nad vodou. Je využíván hlavně vodními záchranáři, kteří musí sledovat topícího se během přibližování k oběti. Také se používá u vodního póla, aby hráč mohl kontrolovat pozici míče a soupeřů při hře. Také ho využívají "dálkoplavci" dálkové plavání se plave nejčastěji na přehradách či rybnících plavci startují najednou většinou z vody nebo mola. Plavci plavou kolem boji. Nejčastěji je okruh dlouhý 1 km nebo 1650 m. Plavou se vzdálenosti 1 km, 3 km, 5 km, 10 km, 15 km a 20 km.
Na plaveckých závodech se většinou neuvádí jako závodní styl, ale plavci si ho vybírají většinou v kategorii volný způsob (VZ). Ve štafetě je v pořadí jako poslední: znak-prsa-motýl-volný způsob, v polohovém závodě je v pořadí také poslední: motýl-znak-prsa-volný způsob.

## Poloha plavce
Plavec začíná pohyb kraulem v pozici ležícího na prsou směrem ke dnu s mírně prohnutými boky, které umožňuje snadnější kopání nohou. Během dýchání dochází k vyklonění hlavy na jednu stranu nad vodu spolu se záběrem celé ruky na stejné straně. Záběr je prováděn jak dolními končetinami, tak i horními končetinami, které jsou ale pro pohyb hlavní. Jejich pohyb je přibližně po dráze kruhu kolem těla, kdy se pravá ruka střídá s levou. Jedna ruka se vždy ze vzpažení zasune do vody. První jde do vody ruka, pak loket a nakonec paže. Prsty na ruce jsou natažené a lehce roztažené pro zvýšení záběrové plochy. Ruka pak vykonává pohyb pod vodou s lehce pokrčeným loktem až se protáhne v půlkruhu kolem celého těla a končí u stehna, kdy je opět vyjmuta nad hladinu a přenesena přes hlavu k dalšímu tempu. Tento proces se neustále opakuje, což vede k pravidelnému plavání. Záleží na trénovanosti plavce, jak dýchá. Existují styly, že se dýchá stále na jednu stranu a nebo na střídání, či ob tempo.
Během kraulu se vydechuje vzduch do vody a nádech se provádí během vytažení jedné paže nad hladinu.
Dolní končetiny doplňují pohyb horních končetin pomocí hnací síly, která vzniká kmitavým pohybem nohou v kyčelním kloubu. Nohy tak kmitají ve směru nahoru a dolu v rozmezí přibližně 50 cm.

## Historie
Rozvoj kraulu je spojen s 19. století, kdy se evropští plavci snažili objevit nový plavecký styl, který by byl rychlejší než prsa. První objevení kraulu v Evropě je spojeno s rokem 1844, kdy se evropských plaveckých závodů zúčastnili i severoameričtí indiáni, kteří předvedli nový plavecký styl a na závodech jasně kralovali. Nový plavecký styl se ale nesetkal s odezvou a nebyl dále rozvíjen. Paradoxem zůstává, že dle pozdějších výzkumů byl kraul znám mnohému původnímu obyvatelstvu Ameriky, Afriky a rozšířen byl i v Tichomoří.
Prvním skutečným plavcem kraulu v Evropě se stal až Arthur Trudgen, který si během svého pobytu v Jižní Americe všiml, že domorodci využívají k plavání jiný styl plavání, který je rychlejší než klasická prsa. Skloubil tyto poznatky se stylem prsa a tak vznikl nový plavecký styl zvaný trudgen. Během tohoto stylu zůstávala hlava stále nad vodou a ruce se střídaly jako u současného kraulu. Záběry nohou byly prováděny dle klasického prsového schématu. Tento nový styl byl rychlejší než klasické používané v té době.
Další zlepšení přidal Frederick Cavill, který během pobytu v Austrálii navštívil Šalomounovy ostrovy a tam si všiml, že domorodci využívají k plavání kopání nohou a pohyb rukou stejný jako Trudgen. Spojil tedy tyto dva poznatky a začal tento nový plavecký styl vyučovat své syny, kteří jej pak dále šířili. Oproti současnému kraulu ale vycházel pohyb nohou z kolen a nikoliv z kyčelních kloubů, jako je tomu dnes. Tento styl se nazývá „australský kraul“.
Australský kraul byl dále rozvíjen, což dalo vzniknout tzv. „americkému kraulu“, který se využívá v současnosti nejvíce. Objevují se v něm prvky „šestikopového pohybu“ nohou, kdy kopání dolních končetin vychází z kyčlí. Mezi významné propagátory tohoto nového stylu se stal Johnny Weissmuller, který dovedl tuto techniku k dokonalosti. Během svojí závodní kariéry nebyl za 10 let nikdy poražen a současně získal 5 zlatých medailí na olympijských hrách.